# Апостольский нунций в Гайане
Апостольский нунций в Кооперативной Республике Гайана — дипломатический представитель Святого Престола в Гайане. Данный дипломатический пост занимает церковно-дипломатический представитель Ватикана в ранге посла. Апостольская нунциатура в Гайане была учреждена на постоянной основе 9 июня 1997 года.
В настоящее время Апостольским нунцием в Гайане является архиепископ Сантьяго Де Вит Гусман, назначенный Папой Франциском 30 июля 2022 года.

## История
Апостольская нунциатура в Гайане была учреждена на постоянной основе 16 февраля 1994 года. Однако апостольский нунций не имеет официальной резиденции в Гайане, в его столице Джорджтауне и является апостольским нунцием по совместительству, эпизодически навещая страну. Резиденцией апостольского нунция в Гайане является Порт-оф-Спейн — столица Тринидада и Тобаго.

## Апостольские нунции в Гайане
- Эудженио Сбарбаро — (26 августа 1997 — 26 апреля 2000 — назначен апостольским нунцием в Югославии);
- Эмиль-Поль Шерриг — (20 января 2001 — 22 мая 2004 — назначен апостольским нунцием в Корее);
- Томас Галликсон — (15 декабря 2004 — 21 мая 2011 — назначен апостольским нунцием на Украине);
- Никола Джирасоли — (29 октября 2011 — 16 июня 2017 — назначен апостольским нунцием в Перу);
- Фортунатус Нвачукву — (4 ноября 2017 — 17 декабря 2021 — назначен постоянным наблюдателем Святого Престола при отделении ООН и специализированных учреждений ООН в Женеве);
- Сантьяго Де Вит Гусман — (30 июля 2022 — по настоящее время).